# Internet Watch Foundation
Internet Watch Foundation (IWF) – brytyjska organizacja typu non-profit, której działalność koncentruje się wokół zwalczania potencjalnie nielegalnych treści w Internecie. W szczególności dotyczy to dziecięcej pornografii i rasizmu.
Fundacja jest finansowana z datków zarówno prywatnych, jak i datków dużych korporacji związanych głównie (choć nie tylko) z mediami i Internetem (m.in. Yahoo, Google, BBC, Tesco). Na stronie internetowej organizacji można zgłaszać treści o potencjalnie nielegalnym charakterze. Takie wnioski są konsultowane najpierw wśród ekspertów organizacji, a następnie z brytyjską policją. Jeśli zapadnie decyzja o nielegalnym charakterze treści, IWF wysyła do dostawców Internetu w Wielkiej Brytanii swoją rekomendację w sprawie lub filtrowania danej strony. Dostawcy nie są zobowiązani przestrzegać rekomendacji, lecz zwykle tak robią. Zgodnie z kontraktem z IWF nie mogą oni komentować decyzji IWF. Organizacja jest chwalona przez rząd brytyjski, jak również przez dostawców usług internetowych i przeciwników pornografii dziecięcej za znaczne obniżenie ilości potencjalnie nielegalnych treści w Internecie.
Jedną z najgłośniejszych spraw związanych z IWF było umieszczenie artykułu Virgin Killer z angielskiej Wikipedii dla użytkowników z Wielkiej Brytanii w dniach 5–9 grudnia 2008 na tzw. czarnej liście IWF (zgłoszenie Wikipedii na stronie IWF miało miejsce 4 grudnia, blokada artykułu przez niektórych dostawców trwała do połowy stycznia 2009). Wiąże się ona z potencjalnie pornograficznym wydźwiękiem okładki albumu zespołu Scorpions umieszczonej w artykule. Została ona sklasyfikowana jako 1 (erotyczna, bez znamion seksualnych) w pięciostopniowej skali stosowanej przez IWF. Blokada ta pośrednio uniemożliwiała edytowanie Wikipedii ok. 95% anonimowych edytorów z UK.